# Xã Licking, Quận Blackford, Indiana
Xã Licking (tiếng Anh: Licking Township) là một xã thuộc quận Blackford, tiểu bang Indiana, Hoa Kỳ. Năm 2010, dân số của xã này là 7.899 người.